# Сколька
Сколька (фр. Scolca, корс. Scolca) — коммуна во Франции, находится в регионе Корсика. Департамент коммуны — Верхняя Корсика. Входит в состав кантона Голо-Морозалья. Округ коммуны — Бастия.
Код INSEE коммуны — 2B274.

## Население
Население коммуны на 2008 год составляло 100 человек.
| 1962 | 1968 | 1975 | 1982 | 1990 | 1999 | 2008 |
| ---- | ---- | ---- | ---- | ---- | ---- | ---- |
| 61   | 77   | 68   | 56   | 35   | 62   | 100  |

## Экономика

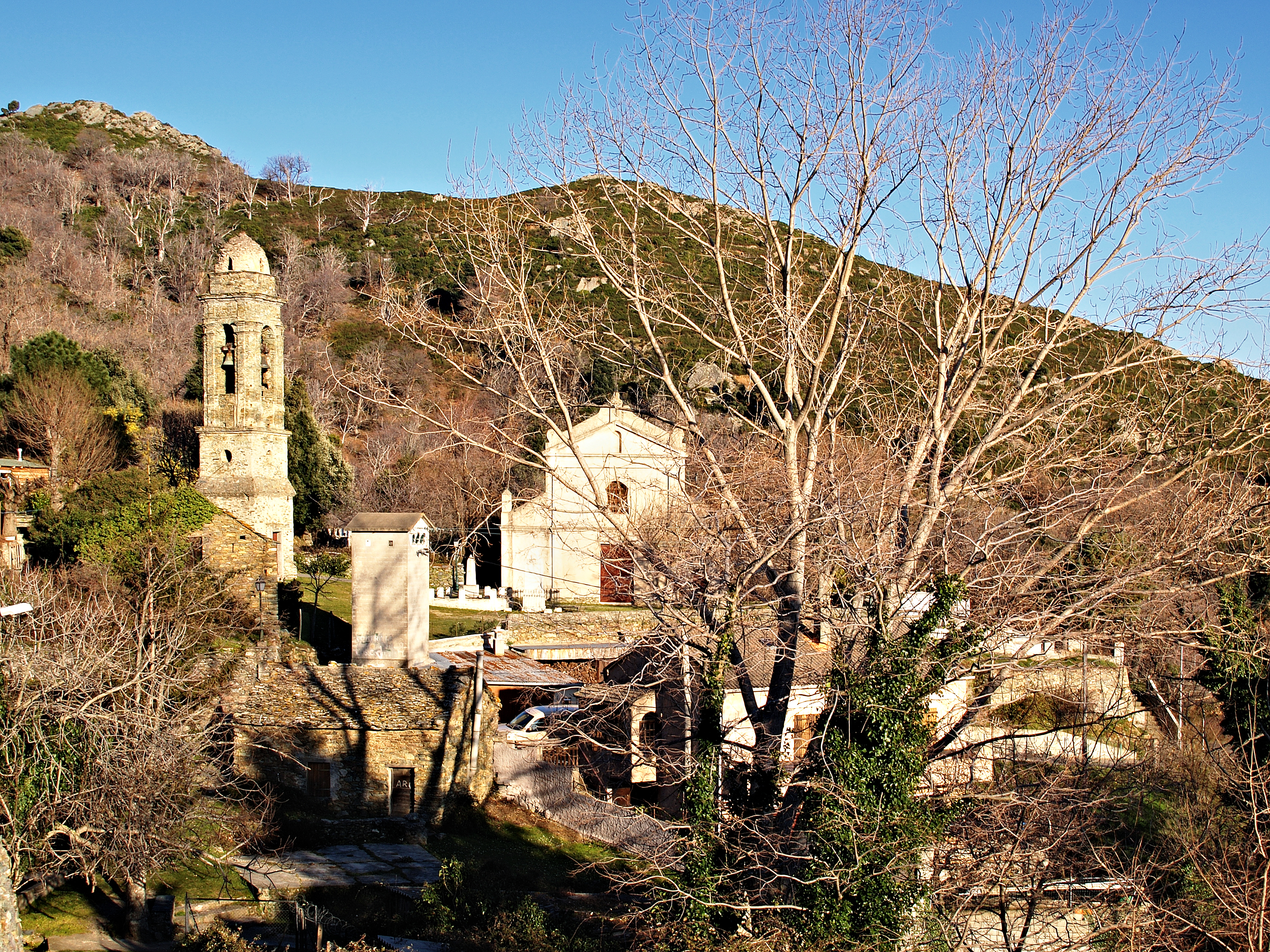
Сколька

В 2007 году среди 59 человек в трудоспособном возрасте (15—64 лет) 35 были экономически активными, 24 — неактивными (показатель активности — 59,3 %, в 1999 году было 50,0 %). Из 35 активных работали 28 человек (18 мужчин и 10 женщин), безработных было 7 (2 мужчины и 5 женщин). Среди 24 неактивных 12 человек были пенсионерами, 12 были неактивными по другим причинам.